# Suslic de dents llargues
El suslic de dents llargues (Spermophilus fulvus) és una espècie de rosegador esciüromorf de la família dels esciúrids. Es troba en diversos països de l'Àsia central: l'Afganistan, Xina oriental, l'Iran, el Kazakhstan, el Kirguizstan, Rússia, el Tadjikistan, el Turkmenistan i l'Uzbekistan.